# اوشتمرسلبن
اوشتمرسلبن (به آلمانی: Ochtmersleben) یک منطقهٔ مسکونی در آلمان است که در هوهه بورده واقع شده‌است. اوشتمرسلبن ۵۷۱ نفر جمعیت دارد.